# 清君侧
清君侧是古代汉字文化圈的一個政治性名詞，其主要涵義為肃清君主身边的奸臣，多为拥护君主，反对权臣之意，但多被叛臣藉機用來篡奪君位。

## 歷史上的清君側

### 中國
西汉初年的七国之乱，当时起事的七国提出要“诛晁错，清君侧”，以晁錯為強化正當性的「亂臣賊子」。但事後晁錯被殺後，戰事並未停止。
东晋时的王恭在讨伐朝臣王国宝前表奏王国宝的罪行时提及了“昔趙鞅興甲，誅君側之惡，臣雖駑劣，敢忘斯義”。
後唐閔帝時，李從珂任鳳翔節度使、石敬瑭任河東節度使，均擁重兵。宰相朱弘昭、馮贇本以調動節度使的方式來分離軍權，但反而激起叛變。934年李從珂以清君側為由攻入洛陽，後唐閔帝在逃往魏博途中被石敬瑭俘虜，最後被從珂所殺。
侯景之乱、安史之乱、后周代汉等最初也是以清君侧名义发起。
另外，元朝至正二十四年（1364年），孛罗帖木儿也以“清君侧”的名义，攻入大都。
明朝初年的靖难之役，燕王朱棣打着“清君侧”，殺齊泰、黃子澄的旗号攻入國都應天府，最终自己夺取了皇位。
1645年（清順治二年、南明弘光元年），南明寧南侯左良玉以“清君側”（针对弘光朝大臣馬士英和阮大鋮）為名，率部向南明都城应天府进军，因左良玉在途中病死而未遂。
1964年1月21日，中华民国陆军装甲兵副司令（时任代理司令）赵志华少将在台湾新竹县湖口乡装甲兵基地試圖发动兵變“清君側”，未遂。

### 越南
1799年，舊阮君主阮福映北伐攻打西山朝控制的歸仁，陳光耀與武文勇率軍前去救援，但戰敗，歸仁被舊阮攻破，陳光耀與武文勇退往廣南。陳文紀非常討厭陳光耀，聯合陳曰結、胡公曜等人，以歸仁失守、救援無功為罪名，矯詔武文勇誅殺陳光耀。但武文勇卻將詔書拿給陳光耀看，陳光耀因此以“清君側”為名回師都城富春。陳文紀等人歸罪於胡公曜，將胡公曜執送陳光耀軍中，才得以自保。

### 日本
在日本明治十年（1877年）的西南戰爭中，西鄉隆盛亦使用“清君側”的名義起兵對抗明治維新後的新政府。
昭和十一年（1936年）的二二六兵变，起事官兵的口号亦是讨灭“君侧之奸”。

### 津巴布韋
2017年11月15日津巴布韦执政党辛巴威非洲民族聯盟—愛國陣線消息称，津巴布韦总统穆加贝已被军方扣留，软禁在家。执政党发文强调，津巴布韦没有发生政变，只是经历了一场“没有流血的政权更迭”，前副总统姆南加古瓦将接任该党主席。津巴布韦军队负责人在国家电视台进行现场直播讲话时表示，军队的目标并非总统穆加贝，而是威胁总统的犯罪分子，这些“犯罪分子”造成了社会和经济方面的损害。此次事件也被中文媒体视为打着“清君侧”旗号的政变。

### 俄罗斯
2023年瓦格纳集团叛乱被不少中国网民形容是“清君侧”。由于该词的搜索结果在新浪微博上一度遭到屏蔽，不少网民开始用“清君之侧”、“清君策”等表述代指。